# توكونامه (آيتشي)
توكونامي (باليابانية: 常滑市) هي مدينة تقع ضمن محافظة آيتشي في اليابان، تأسست في 4/1/1954، بلغ عدد تعداد سكانها في 1 يناير – 2008 حوالي 52837 مساحتها الإجمالية حوالي 55.63 كم٢ لتصبح كثافة سكانها 950 نسمة لكل كيلو متر مربع.

## توأمة
لتوكونامه (آيتشي) اتفاقيات توأمة مع:
- ماروغامه

## أعلام
- أكيو موريتا